# 宗座拉特朗大學
宗座拉特朗大學(義大利語：Pontificia Università Lateranense)，意大利歷史悠久的天主教宗座大學。1773年由教宗克萊孟十四世創立，被稱為「教宗的大學」。
宗座拉特朗大學位於意大利羅馬，提供從事神職人員和傳教士的神學培訓，並設有哲學、法學及相關學科的學位。在這裡就讀的學生來自全球60多個國家及地區。
大學總監由羅馬教區代理主教安傑洛·德多納蒂斯樞機出任。